# Gianpaolo di Domenico
Gianpaolo di Domenico, také Giampaolo de Dominici (16. ledna 1680 Neapol – 1758 tamtéž) byl italský herec, zpěvák, hudebník a skladatel.

## Život
Byl synem malíře Raimonda De Dominici, známého jako Il Maltese. Jeho bratr Bernardo byl rovněž malířem. Gianpaolo se stal hercem. Působil v hereckých souborech Andrea Belvedere, barona De Liveri a posléze v souboru hraběte Carlo Carafy.
Vedle mimořádného hereckého talentu byl i hudebníkem a hudebním skladatelem. Je doloženo, že v sezóně 1739–1740 byl hudebníkem v divadle Teatro San Carlo. Známy jsou tři jeho opery, které byly uvedeny v letech 1719–1724 v divadle Teatro dei Fiorentini.

## Dílo
Z jeho hudebního díla byly tři opery uvedeny v Teatro dei Fiorentini. Autorství poslední z nich (Lo schiavo p'amore) je sporné. Někteří muzikologové se domnívají, že skladatelem této opery je Antonio Palomba.
- Lisa pontegliosa (libreto Aniello Piscopo, 1719 Neapol,)
- Li stravestimiente affortonate (libreto Francesco Antonio Tullio, 1722 Neapol, Teatro dei Fiorentini)
- Lo schiavo p'amore (1724 Neapol, Teatro dei Fiorentini)

V Britské knihovně v Londýně je uložena kantáta pro soprán a basso continuo z roku 1706 "Son tradito", kde je jako autor uveden "Gio. Paolo di Domenico". Katalog hudebního vydavatelství Breitkopf & Härtel z roku 1763 uvádí tři hobojové koncerty, jejichž autorem je "Dominico" a ve sbírce Recueil lyrique d'airs choisis des meilleurs musiciens italiens vydané v Paříži roku 1722 je jedna jeho árie.